# Polyplax qiuae
Polyplax qiuae är en insektsart som beskrevs av Chin 1993. Polyplax qiuae ingår i släktet Polyplax och familjen ledlöss. Inga underarter finns listade i Catalogue of Life.